# Guillaume-Charles Rousseau
Pour les articles homonymes, voir Rousseau.
Guillaume-Charles Rousseau, né le 27 novembre 1772 à Mareil-en-Champagne (Sarthe), et mort le 1er octobre 1834 La Roche-sur-Yon (Vendée), est un général français de la Révolution et de l’Empire.

## Biographie
Praticien chez un notaire, il s'engage le 28 août 1792, comme sergent-major à la 14e compagnie des gardes nationales de la Sarthe, et il devient lieutenant le 16 septembre 1792, au 16e bataillon de volontaires de la réserve, incorporé ensuite dans la 199e (Bis) demi-brigade d'infanterie. De 1792 à 1797, il sert à l'armée du Nord, et il reçoit son brevet de capitaine le 23 décembre 1793. À la 199e demi-brigade (Bis), le 18 août 1794, ou demi-brigade des Lombards devenue par tirage au sort 72e demi-brigade d'infanterie, le 2 juillet 1796.
En 1798 et 1799, il combat à l'armée de Batavie, et fin 1799, il passe à l'armée du Danube, puis à l'armée du Rhin. Il est blessé d'un coup de feu au cou le 26 juin 1799, au combat d'Altenheim. En 1800 et 1801, il sert aux armées de Batavie, de l'Ouest et d'Italie. Il est blessé d'un coup de feu à la tête le 25 décembre 1800, lors du passage du Mincio. De 1803 à 1805, il se trouve à l'armée des côtes de l'Océan, et le 31 août 1805, il passe avec son grade à la 4e compagnie du 1er bataillon du 1er régiment de chasseurs à pied de la Garde impériale. 
De 1805 à 1807, il se trouve à la Grande Armée, en 1808, il rejoint l'armée d'Espagne et en 1809, il passe à l'armée d'Allemagne. Le 5 avril 1809, il est nommé chef de bataillon au régiment des fusiliers-chasseurs de la Garde impériale, et il est blessé d'un coup de feu au bas ventre à la bataille d'Essling le 22 mai 1809. En 1810 et 1811, il sert en Espagne, et il est de nouveau blessé d'un coup de feu au bas ventre à Languessa, près de Pampelune le 15 septembre 1811.
Le 18 septembre 1811, il reçoit ses épaulettes de colonel-major du 6e régiment de voltigeurs de la Garde impériale, et il fait la campagne de Moscou dans la division Delaborde. Le 1er mars 1813, il est nommé major-colonel du régiment des fusiliers chasseurs de la Jeune Garde impériale, et le 15 août 1813, il est à la 1re brigade de la 1re division de la Jeune Garde en Saxe. Il est créé baron d'Empire le 19 juin 1813, et il est fait commandeur de la Légion d'honneur le 30 août suivant. Il est promu au grade de général de brigade le 21 décembre 1813, à la division Meunier. Le 9 janvier 1814, il réoccupe Épinal, en est chassé le 11 janvier, et y est blessé grièvement d'un coup de mitraille à l'épaule. Le 13 mars 1814, il remplace le général Boyer à la tête de sa brigade qui revient d'Espagne, et le 14 mars il est affecté à la 1re division de la Jeune Garde impériale du 7e corps de la Grande Armée. Le 20 mars il se trouve à Arcy-sur-Aube sous Ney.
Lors de la première restauration, il est fait chevalier de Saint-Louis le 25 juillet 1814, et il est mis en non activité le 1er septembre 1814. Il devient commandant du département du Morbihan le 26 mars 1815, et il est remis en non activité le 1er septembre 1815. Il est admis à la retraite le 17 mai 1825. Le 24 août 1830, il reprend du service comme commandant des Basses-Pyrénées, puis comme commandant du département de la Vendée le 23 octobre 1830. Il est compris dans le cadre d'activité de l'état-major général le 22 mars 1831.
Il meurt le 1er octobre 1834, à La Roche-sur-Yon.

## Grades
- 28 août 1792 : sergent-major dans la Garde nationale de la Sarthe.
- 16 septembre 1792 : lieutenant.
- 23 décembre 1793 : capitaine.
- 5 avril 1809 : chef de bataillon.
- 18 septembre 1811 : colonel.
- 21 décembre 1813 : général de brigade.

## Décorations
- Chevalier de la Légion d'honneur le 14 juin 1804
- Commandeur de la Légion d'honneur le 30 août 1813.
- Chevalier de Saint-Louis le 25 juillet 1814.

## Dotation
- Donataire d’une rente de 7 000 francs sur le Mont de Milan le 1er février 1808, en Illyrie le 1er janvier 1812, et sur la Trasimène le 6 avril 1813.

## Armoiries
| Figure | Nom du baron et blasonnement |
| ------ | --- |
|        | Armes du baron Guillaume-Charles Rousseau et de l'Empire, décret du 6 avril 1813, lettres patentes du 19 juin 1813, commandeur de la Légion d'honneur D'argent au lion rampant de gueules tenant de sa dextre une épée haute de sable et appuyant la senestre sur un cor de chasse du même, le tout surmonté d'une comète d'azur à deux étoiles d'or : franc-quartier des barons tirés de l'armée, brochant au 9e de l'écu. Livrées blanc, noir, rouge, bleu. |

## Source
- « La noblesse d’Empire » (consulté le 17 mai 2017)
- « Cote LH/2400/68 », base Léonore, ministère français de la Culture
- Georges Six, Dictionnaire biographique des généraux & amiraux français de la Révolution et de l'Empire (1792-1814), Paris : Librairie G. Saffroy, 1934, 2 vol., p. 397
- Vicomte Révérend, Armorial du Premier Empire, tome 4, Honoré Champion, libraire, Paris, 1897, p. 182.